# Слободан Марковић (песник)
Слободан Марковић (Скопље, 26. октобар 1928 — Београд, 30. јануар 1990) био је српски песник. Познат је и под надимком „Либеро“ или „Либеро Маркони“.

## Биографија
Рођен је 1928. у Скопљу где му је отац Димитрије био на служби као официр војске. Детињство је провео у Пећи и у Београду, где је матурирао у Другој београдској гимназији. 1943. је био заточен у логору у Смедеревској Паланци.
Неке од његових књига песама су „Седам поноћних казивања кроз кључаоницу“, „Једном у граду ко зна ком“ (1980). Објавио је 62 књиге а још две су штампане после његове смрти: „Јужни булевар“ и „Запиши то, Либеро“ које је приредила његова супруга Ксенија Шукуљевић-Марковић. Бавио се и превођењем, био је новинар у „Борби“, сликар и боем.
За књигу „Лука“ добио је 1975. Змајеву награду. Написао је сценарио за филм Боксери иду у рај.
Умро је 30. јануара 1990. и сахрањен у Алеји заслужних грађана на Новом гробљу у Београду.
У време хајке на Милоша Црњанског, Марковић је објавио поему "Стражилово" (као уредник у недељнику "Наш весник"). По доласку Црњанског у Београд, живели су у истом крају и повремено се дружили.

## Либеро о себи
Слободан Марковић је сâм написао увод у књигу изабране поезије "Једном у граду ко зна ком", у којем се овако изјаснио: "Уметност је мој живот. Нисам се трудио да у свемиру нађем сличност са собом. Знам да сам уникат и да немам двојника. По свој прилици, нећу ни имати потребе да га ангажујем."
Истицао је да је прошао путем од интернационалисте и космополите ка безграничном универзализму: "Регионалне кловнове надуване национализмом, жалим. Моја сестра заиста спава на Поларном Кругу у спаваћици од фокине коже. Ноге перем у Њујоршкој луци. У Азербејџану имам унука... У Истанбулу деду који носи црквицу на длану. Извор киселе воде у Царској Лаври Високим Дечанима, моја је клиника, и моје опоравилиште."

## Анегдоте о Либеру
Момо Капор је у својим забелешкама "011 (100 недеља блокаде)" описао Либерово умеће у кафанској кошарци, односно игри званој "убацивање шибице у чашу", где се чаша поставља на средину кафанског стола, подједнако удаљена од свих играча који покушавају да са ивице стола убаце кутију шибица у њу. "Покојни Либеро Маркони је жмурећи убацивао шибицу у чашу, био је апсолутни првак света у том спорту, којим се може бавити само припит играч. Тада се постиже права зен-концентрација; играч се поистовећује с кутијом шибице у лету и њеним циљем, звонцавим дном чаше. Када шибица падне на дно, педесет поена. Стотину поена добија онај коме се шибица задржи на ивици чаше. Онај ко изгуби, плаћа следећу туру..."

Борислав Михајловић Михиз је у својој књизи "Аутобиографија - о другима" описао и бројна дружења са писцима и песницима. Проводио је сате без алкохола са "учењацима" Дејаном Медаковићем и Павлом Ивићем, али и време уз чашицу са "распојасанима" Слободаном Марковићем и Либеровим пријатељем, сликаром Славољубом Славом Богојевићем. Дешавало се да весело друштво целу ноћ проведе у кафани, и ујутру прелази преко лукова панчевачког моста. Са пуним поуздањем у истинитост старе мудрости да "пијанцима и деци анђели подмећу јастуке", окуражени приличном количином алкохола, правили су Либеро, Слава и Михиз такве вратоломије од којих "нормалним" људима застаје дах. Милиционери, који би их скидали са лукова моста, били су забезекнути пред оним што виде, и на крај памети им није било да "озлоглашену тројку" казне. Либеро је своје доживљаје и осећања приликом пијанчења описао у књизи "Пијанци иду дијагонално", а прелажење луковима панчевачког моста учинио је вечним, помињући га у некрологу свом рано преминулом пријатељу Слави Богојевићу. 

Слободан Глумац Архивирано на веб-сајту  (1. јул 2019), главни уредник листа Борба, новинар и преводилац, био је пратилац Слободана Марковића на путовању у Швајцарску. Либеро је у једном периоду сарађивао у том листу пишући запажене прилоге који су излазили суботом. Редакција листа је одлучила да предузме нешто у погледу Либеровог опијања, за које је сматрано да иде на уштрб угледа листа. У циљу преваспитања, песнику је омогућен плаћени боравак у швајцарском санаторијуму за лечење зависности од алкохола. Због потребе да се у швајцарском конзулату у Милану среде неки папири, Слободан Глумац је оставио свог имењака и колегу у једном кафанчету, знајући да овај нема новца. Наручио му је лимунаду, и безбрижно се запутио ка конзулату. Формалности су потрајале, и Глумац се тек после три сата вратио у кафанче. Тамо га је сачекао следећи призор: Препун астал флаша пића, разбарушени Либеро даје такт и запева прве стихове: "Тиии ме, Мииицо, нееее воолеш...", а италијански конобари дигнути на шанк, као и присутни гости, отпевају: "Цисто сумлам, цисто сумлам"... Позамашни цех је некако плаћен, а како - ни данас се са сигурношћу не зна.

## Дела
Од великог броја објављених књига Либера Марконија, тридесет и две су збирке песама. Писао је и препеве, путописе, репортаже, краћу прозу, драме, сценарија, приређивао антологије... Слободан је посебно уживао у поезији Јесењина, а о томе сведоче његови препеви песама великог руског песника у књигама Ко је љубио тај не љуби више и Растаћемо се уз смешак нас двоје. Ево неких наслова Либерових књига поезије:
- После снегова
- Свирач у лишћу
- Морнар на коњу
- Пијанци иду дијагонално
- Седам поноћних казивања у кључаоницу
- Ведри утопљеник
- Три чокота стихова
- Црни цвет
- Икра
- Умиљати апостол
- Посетилац тамног чела
- Тамни банкет
- Уклета песникова ноћна књига
- Елеонора жена Килиманџаро
- Једном у граду ко зна ком (штампана поводом 50 година од песниковог рођења и 35 година књижевног рада)
- Чубура међу голубовима (Либерова поезија и цртежи)
- Јужни булевар (објављена после песникове смрти, приредила ју је Либерова супруга и верни пратилац Ксенија).